# Victoria Skating Rink

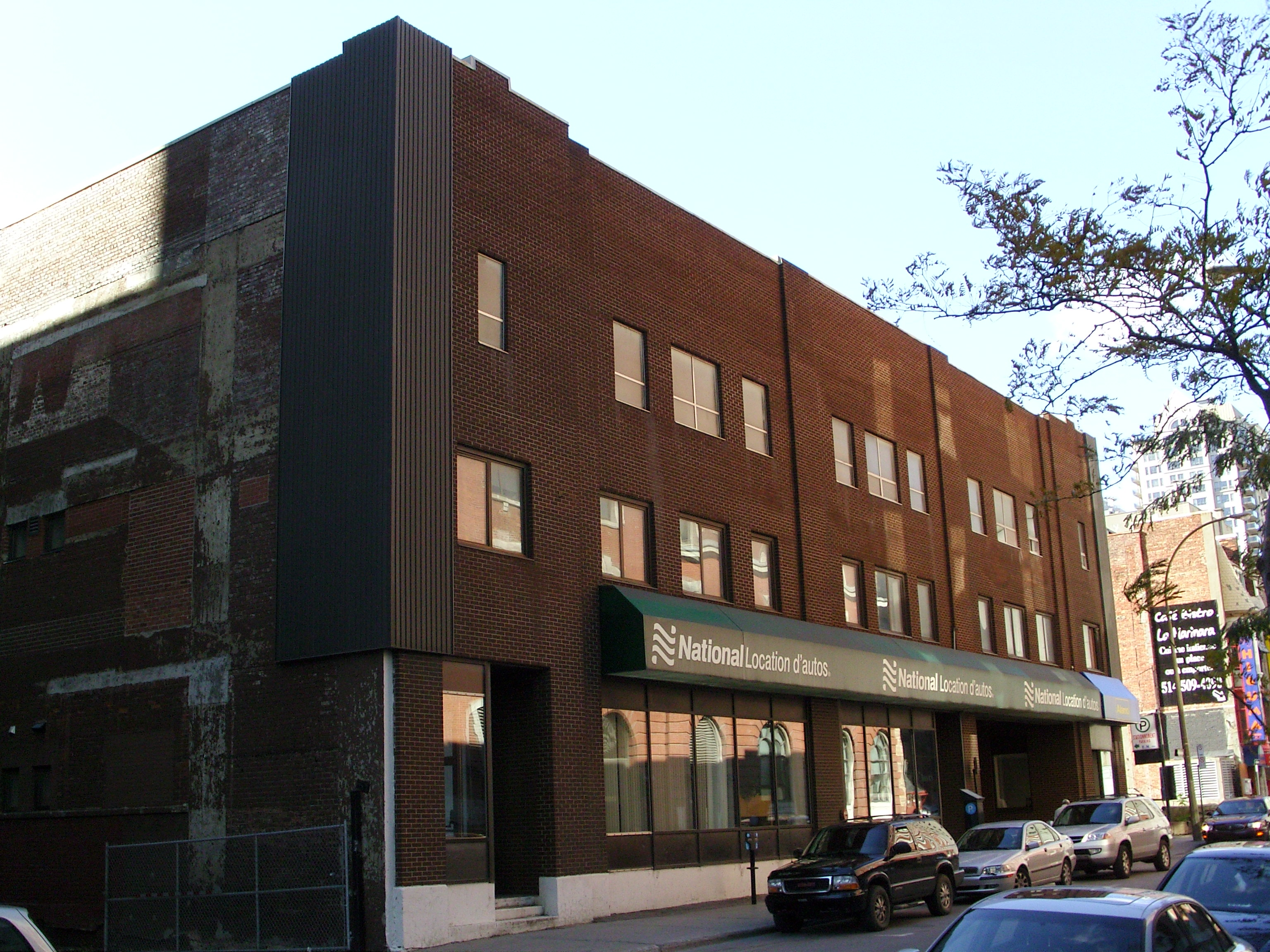
Garage der National Car Rental

Das Victoria Stadion (offiziell Victoria Skating Rink) war ein Eisstadion im kanadischen Montreal in der Provinz Québec und wurde am 24. Dezember 1862 eröffnet. In den Wintermonaten fanden öffentliches Eislaufen, Eishockey und andere Eissportarten statt, während das Stadion in den Sommermonaten für Musikevents und Ausstellungen genutzt wurde. Am 3. März 1875 fand in diesem Stadion das erste jemals in einer Halle veranstaltete Eishockeyspiel statt. Zudem fand hier im Jahre 1894 das erste Playoff-Finale um den Stanley Cup statt. Außerdem war es das erste elektrifizierte Gebäude in Kanada.
Das Gebäude befand sich in Downtown Montreal in der Drummond Street, südlich der Sainte Catherine Street, im Osten an die Stanley Street angrenzend. Dies ist nur einen Steinwurf des Bell Centres, der heutigen Spielstätte der Montréal Canadiens entfernt. Der Victoria Skating Rink wurde 1937 geschlossen und an seiner Stelle befindet sich heute ein Parkhaus.  
Das Gelände wurde vom Victoria Skating Club am 9. Juni 1862 erworben und es begann der Bau der Kunsteisbahn, die nach der Fertigstellung am 24. Dezember desselben Jahres eröffnet wurde. Obwohl es eine der ersten und größten Halleneisbahnen in Nordamerika war, war es nach der 1859 eröffneten bereits die zweite in der Stadt am Sankt-Lorenz-Strom. Schnell wurde die erste von vielen, unter dem Namen von Queen Victoria in Kanada eröffneten Eisstadien zu einer Hauptattraktion der Stadt. 
James Creighton organisierte am 3. März 1875 das erste Eishockeyspiel in einer Halle. Dieses wurde zwischen zwei Neuner-Teams ausgetragen, bestehend aus Vereinsmitgliedern und Studenten der nahe gelegenen McGill University. Bereits 1881 fand der Victoria Hockey Club seine sportliche Heimat im Victoria Stadion. 1886 fand in dem Stadion die Gründungsversammlung der Amateur Hockey Association of Canada, der zweiten organisierten Eishockeyliga Kanadas statt. Am 17. März 1881 fand dann in dem Stadion das erste Playoff-Finale der Geschichte um Stanley Cup zwischen dem Montreal Hockey Club und den Montréal Victorias statt, welches 3:2 zu Gunsten des Montreal Hockey Clubs – dem späteren Stanley-Cup-Sieger – ausging. Am 18. Februar 1896 fand hier als weiteres großes Event die kanadische Amateur-Eiskunstlaufmeisterschaft statt. 
Nachdem die glanzvollen Jahre des Skating Rinks vorbei waren, wurde es 1937 geschlossen und zu einer Parkgarage umgebaut. Noch heute wird dieses Gebäude als Garage durch die Mietwagenfirma National Car Rental genutzt.

## Victoria Cup
Der ab der Saison 2008/09 von der IIHF ausgetragene Victoria Cup wurde nach dem Victoria Skating Rink benannt, den die IIHF als Geburtsstätte des Eishockeysports ansieht. Die erste Austragung fällt mit dem 100. Geburtstag der IIHF zusammen.